# Các trận đấu cờ vua giữa con người với máy tính
Đây là các trận đấu cờ vua giữa con người và máy tính quan trọng.
Máy tính lần đầu tiên có thể đánh bại những người chơi cờ mạnh vào cuối những năm 1980.  nổi tiếng nhất của họ là chiến thắng của Deep Blue trước nhà vô địch cờ vua thế giới Garry Kasparov vào năm 1997, nhưng có một số tranh cãi về việc các điều kiện trận đấu.
Trong năm 2002–2003, ba trận đấu giữa con người và máy tính đã có kết quả hòa, trong khi Deep Blue là một máy chuyên dụng, đây là các chương trình cờ vua chạy trên các máy tính thương mại.
Các chương trình cờ vua chạy trên máy tính để bàn có bán trên thị trường đã giành chiến thắng quyết định trước con người trong các trận đấu vào năm 2005 và 2006. Ván thứ hai trong số này, đấu với nhà vô địch thế giới lúc bấy giờ là Vladimir Kramnik (tính đến năm 2019) là trận đấu lớn cuối cùng giữa con người và máy tính.
Kể từ thời điểm đó, các chương trình cờ vua chạy trên phần cứng thương mại - gần đây là bao gồm cả điện thoại di động - có thể đánh bại ngay cả những kỳ thủ mạnh nhất của con người.

## MANIAC (1956)
Năm 1956, MANIAC được phát triển tại Phòng thí nghiệm Khoa học Los Alamos, trở thành máy tính đầu tiên đánh bại con người trong cờ vua (cụ thể là cờ vua Los Alamos). Nó đã đánh bại một người không thành thạo trong 23 nước đi.

## Mac Hack VI (1966–1968)
Năm 1966, sinh viên MIT Richard Greenblatt đã viết chương trình cờ vua Mac Hack VI sử dụng hợp ngữ macro MIDAS trên máy tính PDP-6 của  Viện Công nghệ Massachusettst với 16K bộ nhớ. Mac Hack VI phân tích 10 thế cờ mỗi giây.
Năm 1967, một số sinh viên và giáo sư MIT (do Seymour Papert tổ chức) đã thách thức Tiến sĩ Hubert Dreyfus chơi một ván cờ với Mac Hack VI. Dreyfus, giáo sư triết học tại MIT, đã viết cuốn sách Điều gì máy tính không thể làm, đặt câu hỏi về khả năng của máy tính trong việc phục vụ như một mô hình cho bộ não con người. Ông cũng khẳng định rằng không một chương trình máy tính nào có thể đánh bại được ngay cả một đứa trẻ 10 tuổi ở môn cờ vua. Dreyfus chấp nhận thử thách. Herbert A. Simon, một nhà tiên phong về trí tuệ nhân tạo, đã theo dõi trận đấu. Anh ấy nói, "đó là một ván cờ tuyệt vời - một cuộc so tài thực sự giữa hai loài chim gõ kiến với hàng loạt hiểu biết sâu sắc và những kế hoạch quái ác... những khoảnh khắc tuyệt vời của kịch tính và thảm họa xảy ra trong những ván cờ như vậy." Máy tính đã đánh bại Dreyfus khi nó tìm thấy một cách có thể đã bắt được hậu của đối phương. Cách duy nhất mà máy tính có thể thoát khỏi điều này là giữ cho Dreyfus chiếu bằng hậu của chính nó cho đến khi nó có thể chĩa đôi nữ hoàng và vua, sau đó đổi hậu. Đó là những gì máy tính đã làm. Chẳng bao lâu, Dreyfus đã thất thế. Cuối cùng, máy tính đã chiếu hết Dreyfus ở giữa bàn cờ
Vào mùa xuân năm 1967, Mac Hack VI thi đấu tại giải vô địch Boston Amateur, thắng hai ván và hòa hai ván. Mac Hack VI đã đánh bại một kỳ thủ có hệ số 1510 của Liên đoàn Cờ vua Hoa Kỳ. Đây là lần đầu tiên máy tính thắng một ván cờ trong giải đấu dành cho con người. Vào cuối năm 1968, Mac Hack VI có hệ số 1529. Hệ số trung bình trong USCF là gần 1500.

## Chess x.x (1968–1978)
Năm 1968, sinh viên Đại học Northwestern là Larry Atkin, David Slate và Keith Gorlen bắt đầu nghiên cứu về cờ vua. Ở 14 tháng 4 năm 1970, một ván c được chơi với Nhà vô địch người Úc Fred Flatow, chương trình chạy trên mô hình Control Data Corporation 6600. Flatow đã thắng một cách dễ dàng. Vào ngày 25 tháng 7 năm 1976, Chess 4.5 ghi được điểm 5–0 trong phần thi Hạng B (1600–1799) của giải cờ vua Paul Masson lần thứ 4 tại Saratoga, California. Đây là lần đầu tiên máy tính giành chiến thắng trong một giải đấu dành cho con người. Chess 4.5 được hệ số 1722. Chess 4.5 chạy trên siêu máy tính Control Data Corporation CDC Cyber 175 (2,1 megaflop) có tốc độ dưới 1500 thế cờ mỗi giây. Vào ngày 20 tháng 2 năm 1977, Chess 4.5 đã giành chức vô địch Minnesota Mở rộng lần thứ 84 với 5 trận thắng và 1 trận thua. Nó đánh bại chuyên gia đánh giá Charles Fenner năm 2016. Vào ngày 30 tháng 4 năm 1978, Chess 4.6 ghi 5–0 tại Twin Cities Open ở Minneapolis. Chess 4.6 được xếp hạng 2040. Kiện tướng quốc tế Edward Lasker năm đó đã tuyên bố: "Ý kiến của tôi rằng máy tính không thể chơi như một máy chủ, tôi rút lại. Tôi biết, vì tôi đã thua ván cờ trước 4.7."

## Ván cược của David Levy (1978)
Trong một thời gian dài trong những năm 1970 và 1980, vẫn là một câu hỏi bỏ ngỏ liệu có chương trình cờ vua nào có thể đánh bại của những người chơi hàng đầu hay không. Năm 1968, Kiện tướng quốc tế David Levy đã đặt cược nổi tiếng rằng sẽ không có máy tính cờ vua nào có thể đánh bại ông trong vòng mười năm. Ông thắng cược vào năm 1978 bằng cách đánh bại Chess 4.7 (máy tính mạnh nhất vào thời điểm đó).

## Cray Blitz (1981)
Năm 1981, Cray Blitz thắng 5–0 trong Giải vô địch bang Mississippi. Ở vòng 4, nó đã đánh bại Joe Sentef (2262) để trở thành máy tính đầu tiên đánh bại một kiện tướng trong giải đấu và máy tính đầu tiên đạt được điểm xếp hạng kiện tướng (2258).

## HiTech (1988)
Năm 1988, HiTech giành chức vô địch Cờ vua Bang Pennsylvania với số điểm 4½ – ½. HiTech đã đánh bại kiện tướng thế giới Ed Formanek (2485).
Cuộc thi đấu Cờ vua giữa người và máy tính ở Cúp Harvard do Đại học Harvard tổ chức. Có sáu thử thách từ năm 1989 cho đến năm 1995. Họ chơi ở Boston và thành phố New York. Trong mỗi thử thách, con người đạt điểm cao hơn và người ghi điểm cao nhất là con người.
| Năm  | Người-máy tính | Người | Máy tính | Người chiến thắng          | Điểm | Máy tính tốt nhất | Điểm | Hạng |
| ---- | -------------- | ----- | -------- | -------------------------- | ---- | ----------------- | ---- | ---- |
| 1989 | 4–4            | 13½   | 2½       | Boris Gulko, Michael Rohde | 4    | Deep Thought      | 1    | 5    |
| 1991 | 4–4            | 12    | 4        | Maxim Dlugy                | 3½   | Heuristic Alpha   | 2    | 5    |
| 1992 | 5–5            | 18    | 7        | Michael Rohde              | 5    | Socrates          | 3    | 3    |
| 1993 | 6–6            | 27    | 9        | Joel Benjamin              | 5    | Socrates          | 3    | 6    |
| 1994 | 6–8            | 29½   | 18½      | Joel Benjamin              | 6½   | WChess            | 5    | 4    |
| 1995 | 6–6            | 23½   | 12½      | Joel Benjamin              | 4½   | Virtual Chess     | 3½   | 4    |

## Các giải đấu người–máy ở Aegon (1986–1997)
12 giải đấu người-máy được tổ chức hàng năm từ năm 1986 đến năm 1997. Liên đoàn Cờ vua Máy tính Hà Lan (CSVN) đã tổ chức Giải đấu người-máy tại The Hague, Hà Lan. Công ty bảo hiểm Aegon đã tổ chức các giải đấu. Một số lượng bằng nhau giữa con người và máy tính đã chơi một giải đấu Thụy Sĩ 6 vòng với tất cả các trò chơi giữa con người và máy tính. Các giải đấu ban đầu chủ yếu là người chơi địa phương và các chuyên gia chiến thuật chống máy tính. Các giải đấu sau này có cả các kiện tướng. Trong các giải đấu đầu tiên, con người thắng nhiều ván hơn. Trong các giải đấu sau đó, máy tính thắng nhiều ván hơn.
100 người đã chơi ở giải đấu năm 1997. Máy tính giành được 151 ½ điểm. Con người giành được 148 ½ điểm. Yona Kosashvili ghi điểm nhiều nhất cho con người với 6 điểm trong số 6 trận. Kallisto ghi điểm nhiều nhất cho các máy tính với 4 ½ điểm.
| Năm  | Người chơi | Vòng | Điểm của con người | Điểm của máy tính | Người chiến thắng  | Điểm | Máy tính tốt nất       | Điểm | Hạng |
| ---- | ---------- | ---- | ------------------ | ----------------- | ------------------ | ---- | ---------------------- | ---- | ---- |
| 1986 | 2*11       | 7    |                    |                   | Fred van der Vliet | 6    | Rebel                  | 4½   | 5    |
| 1987 | 2*13       | 6    |                    |                   | Martin Voorn       | 6    | Mephisto Dallas 16 bit | 4½   | 3    |
| 1988 | 2*16       | 6    |                    |                   | Lex Jongsma        | 6    | Mephisto Mega 4        | 4    | 7    |
| 1989 | 2*16       | 6    | 57½                | 23                | Ad van den Berg    | 5    | Chess Challenger       | 3½   | 8    |
| 1990 | 2*14       | 6    | 47                 | 37                | HiTech             | 5    | HiTech                 | 5    | 1    |
| 1991 | 2*20       | 6    |                    |                   | John van der Wiel  | 6    | MChess                 | 4    | 8    |
| 1992 | 2*24       | 6    | 84                 | 60                | David Bronstein    | 6    | Mephisto 68030         | 4    | 8    |
| 1993 | 2*32       | 6    |                    |                   | David Bronstein    | 5½   | The King               | 5    | 3    |
| 1994 | 2*38       | 6    | 114                | 114               | Larry Christiansen | 5½   | Gideon                 | 4½   | 5    |
| 1995 | 2*48       | 6    | 132                | 155               | John van der Wiel  | 5½   | Hiarcs                 | 5    | 2    |
| 1996 | 2*50       | 6    | 137½               | 162½              | Yasser Seirawan    | 6    | Quest                  | 4½   | 5    |
| 1997 | 2*50       | 6    | 148½               | 151½              | Yona Kosashvili    | 6    | Kallisto               | 4½   | Đe   |

## Deep Thought (1989)
Năm 1988, Deep Thought ở vị trí đầu tiên với Tony Miles trong Giải vô địch Công cụ Phần mềm, trước cựu vô địch thế giới Mikhail Tal và một số đại kiện tướng, bao gồm Samuel Reshevsky, Walter Browne và Mikhail Gurevich. Nó cũng đánh bại đại kiện tướng Bent Larsen, trở thành máy tính đầu tiên đánh bại đại kiện tướng trong một giải đấu. Đánh giá của nó cho hiệu suất trong giải đấu này là 2745 (thang điểm USCF).
Năm 1989, Levy bị máy tính Deep Thought đánh bại trong một trận đấu giao hữu.
Tuy nhiên, Deep Thought vẫn thấp hơn đáng kể so với Cấp độ vô địch thế giới, như nhà đương kim vô địch cờ vua thế giới lúc bấy giờ là Garry Kasparov đã thể hiện bằng hai chiến thắng thuyết phục vào năm 1989.

## Chess Genius(1994)
"Chess Genius" đã tham gia vào một giải đấu cờ nhanh của Hiệp hội Cờ vua Chuyên nghiệp vào năm 1994. Nó đã đánh bại và loại nhà vô địch thế giới Kasparov, nhưng để thua Viswanathan Anand ở vòng tiếp theo. Đây là lần đầu tiên một máy tính đánh bại nhà vô địch thế giới trong một ván cờ chính thức.

## Kasparov–Deep Blue (1996–1997)
|   | a | b | c | d | e | f | g | h |   |
| 8 | h7 white rook · f6 black queen · h6 black king · d5 white queen · g5 white knight · d4 black pawn · a3 white pawn · b3 white pawn · f3 black pawn · g3 white pawn · h3 white pawn · f2 black knight · h2 white king · e1 black rook | h7 white rook · f6 black queen · h6 black king · d5 white queen · g5 white knight · d4 black pawn · a3 white pawn · b3 white pawn · f3 black pawn · g3 white pawn · h3 white pawn · f2 black knight · h2 white king · e1 black rook | h7 white rook · f6 black queen · h6 black king · d5 white queen · g5 white knight · d4 black pawn · a3 white pawn · b3 white pawn · f3 black pawn · g3 white pawn · h3 white pawn · f2 black knight · h2 white king · e1 black rook | h7 white rook · f6 black queen · h6 black king · d5 white queen · g5 white knight · d4 black pawn · a3 white pawn · b3 white pawn · f3 black pawn · g3 white pawn · h3 white pawn · f2 black knight · h2 white king · e1 black rook | h7 white rook · f6 black queen · h6 black king · d5 white queen · g5 white knight · d4 black pawn · a3 white pawn · b3 white pawn · f3 black pawn · g3 white pawn · h3 white pawn · f2 black knight · h2 white king · e1 black rook | h7 white rook · f6 black queen · h6 black king · d5 white queen · g5 white knight · d4 black pawn · a3 white pawn · b3 white pawn · f3 black pawn · g3 white pawn · h3 white pawn · f2 black knight · h2 white king · e1 black rook | h7 white rook · f6 black queen · h6 black king · d5 white queen · g5 white knight · d4 black pawn · a3 white pawn · b3 white pawn · f3 black pawn · g3 white pawn · h3 white pawn · f2 black knight · h2 white king · e1 black rook | h7 white rook · f6 black queen · h6 black king · d5 white queen · g5 white knight · d4 black pawn · a3 white pawn · b3 white pawn · f3 black pawn · g3 white pawn · h3 white pawn · f2 black knight · h2 white king · e1 black rook | 8 |
| 7 | h7 white rook · f6 black queen · h6 black king · d5 white queen · g5 white knight · d4 black pawn · a3 white pawn · b3 white pawn · f3 black pawn · g3 white pawn · h3 white pawn · f2 black knight · h2 white king · e1 black rook | h7 white rook · f6 black queen · h6 black king · d5 white queen · g5 white knight · d4 black pawn · a3 white pawn · b3 white pawn · f3 black pawn · g3 white pawn · h3 white pawn · f2 black knight · h2 white king · e1 black rook | h7 white rook · f6 black queen · h6 black king · d5 white queen · g5 white knight · d4 black pawn · a3 white pawn · b3 white pawn · f3 black pawn · g3 white pawn · h3 white pawn · f2 black knight · h2 white king · e1 black rook | h7 white rook · f6 black queen · h6 black king · d5 white queen · g5 white knight · d4 black pawn · a3 white pawn · b3 white pawn · f3 black pawn · g3 white pawn · h3 white pawn · f2 black knight · h2 white king · e1 black rook | h7 white rook · f6 black queen · h6 black king · d5 white queen · g5 white knight · d4 black pawn · a3 white pawn · b3 white pawn · f3 black pawn · g3 white pawn · h3 white pawn · f2 black knight · h2 white king · e1 black rook | h7 white rook · f6 black queen · h6 black king · d5 white queen · g5 white knight · d4 black pawn · a3 white pawn · b3 white pawn · f3 black pawn · g3 white pawn · h3 white pawn · f2 black knight · h2 white king · e1 black rook | h7 white rook · f6 black queen · h6 black king · d5 white queen · g5 white knight · d4 black pawn · a3 white pawn · b3 white pawn · f3 black pawn · g3 white pawn · h3 white pawn · f2 black knight · h2 white king · e1 black rook | h7 white rook · f6 black queen · h6 black king · d5 white queen · g5 white knight · d4 black pawn · a3 white pawn · b3 white pawn · f3 black pawn · g3 white pawn · h3 white pawn · f2 black knight · h2 white king · e1 black rook | 7 |
| 6 | h7 white rook · f6 black queen · h6 black king · d5 white queen · g5 white knight · d4 black pawn · a3 white pawn · b3 white pawn · f3 black pawn · g3 white pawn · h3 white pawn · f2 black knight · h2 white king · e1 black rook | h7 white rook · f6 black queen · h6 black king · d5 white queen · g5 white knight · d4 black pawn · a3 white pawn · b3 white pawn · f3 black pawn · g3 white pawn · h3 white pawn · f2 black knight · h2 white king · e1 black rook | h7 white rook · f6 black queen · h6 black king · d5 white queen · g5 white knight · d4 black pawn · a3 white pawn · b3 white pawn · f3 black pawn · g3 white pawn · h3 white pawn · f2 black knight · h2 white king · e1 black rook | h7 white rook · f6 black queen · h6 black king · d5 white queen · g5 white knight · d4 black pawn · a3 white pawn · b3 white pawn · f3 black pawn · g3 white pawn · h3 white pawn · f2 black knight · h2 white king · e1 black rook | h7 white rook · f6 black queen · h6 black king · d5 white queen · g5 white knight · d4 black pawn · a3 white pawn · b3 white pawn · f3 black pawn · g3 white pawn · h3 white pawn · f2 black knight · h2 white king · e1 black rook | h7 white rook · f6 black queen · h6 black king · d5 white queen · g5 white knight · d4 black pawn · a3 white pawn · b3 white pawn · f3 black pawn · g3 white pawn · h3 white pawn · f2 black knight · h2 white king · e1 black rook | h7 white rook · f6 black queen · h6 black king · d5 white queen · g5 white knight · d4 black pawn · a3 white pawn · b3 white pawn · f3 black pawn · g3 white pawn · h3 white pawn · f2 black knight · h2 white king · e1 black rook | h7 white rook · f6 black queen · h6 black king · d5 white queen · g5 white knight · d4 black pawn · a3 white pawn · b3 white pawn · f3 black pawn · g3 white pawn · h3 white pawn · f2 black knight · h2 white king · e1 black rook | 6 |
| 5 | h7 white rook · f6 black queen · h6 black king · d5 white queen · g5 white knight · d4 black pawn · a3 white pawn · b3 white pawn · f3 black pawn · g3 white pawn · h3 white pawn · f2 black knight · h2 white king · e1 black rook | h7 white rook · f6 black queen · h6 black king · d5 white queen · g5 white knight · d4 black pawn · a3 white pawn · b3 white pawn · f3 black pawn · g3 white pawn · h3 white pawn · f2 black knight · h2 white king · e1 black rook | h7 white rook · f6 black queen · h6 black king · d5 white queen · g5 white knight · d4 black pawn · a3 white pawn · b3 white pawn · f3 black pawn · g3 white pawn · h3 white pawn · f2 black knight · h2 white king · e1 black rook | h7 white rook · f6 black queen · h6 black king · d5 white queen · g5 white knight · d4 black pawn · a3 white pawn · b3 white pawn · f3 black pawn · g3 white pawn · h3 white pawn · f2 black knight · h2 white king · e1 black rook | h7 white rook · f6 black queen · h6 black king · d5 white queen · g5 white knight · d4 black pawn · a3 white pawn · b3 white pawn · f3 black pawn · g3 white pawn · h3 white pawn · f2 black knight · h2 white king · e1 black rook | h7 white rook · f6 black queen · h6 black king · d5 white queen · g5 white knight · d4 black pawn · a3 white pawn · b3 white pawn · f3 black pawn · g3 white pawn · h3 white pawn · f2 black knight · h2 white king · e1 black rook | h7 white rook · f6 black queen · h6 black king · d5 white queen · g5 white knight · d4 black pawn · a3 white pawn · b3 white pawn · f3 black pawn · g3 white pawn · h3 white pawn · f2 black knight · h2 white king · e1 black rook | h7 white rook · f6 black queen · h6 black king · d5 white queen · g5 white knight · d4 black pawn · a3 white pawn · b3 white pawn · f3 black pawn · g3 white pawn · h3 white pawn · f2 black knight · h2 white king · e1 black rook | 5 |
| 4 | h7 white rook · f6 black queen · h6 black king · d5 white queen · g5 white knight · d4 black pawn · a3 white pawn · b3 white pawn · f3 black pawn · g3 white pawn · h3 white pawn · f2 black knight · h2 white king · e1 black rook | h7 white rook · f6 black queen · h6 black king · d5 white queen · g5 white knight · d4 black pawn · a3 white pawn · b3 white pawn · f3 black pawn · g3 white pawn · h3 white pawn · f2 black knight · h2 white king · e1 black rook | h7 white rook · f6 black queen · h6 black king · d5 white queen · g5 white knight · d4 black pawn · a3 white pawn · b3 white pawn · f3 black pawn · g3 white pawn · h3 white pawn · f2 black knight · h2 white king · e1 black rook | h7 white rook · f6 black queen · h6 black king · d5 white queen · g5 white knight · d4 black pawn · a3 white pawn · b3 white pawn · f3 black pawn · g3 white pawn · h3 white pawn · f2 black knight · h2 white king · e1 black rook | h7 white rook · f6 black queen · h6 black king · d5 white queen · g5 white knight · d4 black pawn · a3 white pawn · b3 white pawn · f3 black pawn · g3 white pawn · h3 white pawn · f2 black knight · h2 white king · e1 black rook | h7 white rook · f6 black queen · h6 black king · d5 white queen · g5 white knight · d4 black pawn · a3 white pawn · b3 white pawn · f3 black pawn · g3 white pawn · h3 white pawn · f2 black knight · h2 white king · e1 black rook | h7 white rook · f6 black queen · h6 black king · d5 white queen · g5 white knight · d4 black pawn · a3 white pawn · b3 white pawn · f3 black pawn · g3 white pawn · h3 white pawn · f2 black knight · h2 white king · e1 black rook | h7 white rook · f6 black queen · h6 black king · d5 white queen · g5 white knight · d4 black pawn · a3 white pawn · b3 white pawn · f3 black pawn · g3 white pawn · h3 white pawn · f2 black knight · h2 white king · e1 black rook | 4 |
| 3 | h7 white rook · f6 black queen · h6 black king · d5 white queen · g5 white knight · d4 black pawn · a3 white pawn · b3 white pawn · f3 black pawn · g3 white pawn · h3 white pawn · f2 black knight · h2 white king · e1 black rook | h7 white rook · f6 black queen · h6 black king · d5 white queen · g5 white knight · d4 black pawn · a3 white pawn · b3 white pawn · f3 black pawn · g3 white pawn · h3 white pawn · f2 black knight · h2 white king · e1 black rook | h7 white rook · f6 black queen · h6 black king · d5 white queen · g5 white knight · d4 black pawn · a3 white pawn · b3 white pawn · f3 black pawn · g3 white pawn · h3 white pawn · f2 black knight · h2 white king · e1 black rook | h7 white rook · f6 black queen · h6 black king · d5 white queen · g5 white knight · d4 black pawn · a3 white pawn · b3 white pawn · f3 black pawn · g3 white pawn · h3 white pawn · f2 black knight · h2 white king · e1 black rook | h7 white rook · f6 black queen · h6 black king · d5 white queen · g5 white knight · d4 black pawn · a3 white pawn · b3 white pawn · f3 black pawn · g3 white pawn · h3 white pawn · f2 black knight · h2 white king · e1 black rook | h7 white rook · f6 black queen · h6 black king · d5 white queen · g5 white knight · d4 black pawn · a3 white pawn · b3 white pawn · f3 black pawn · g3 white pawn · h3 white pawn · f2 black knight · h2 white king · e1 black rook | h7 white rook · f6 black queen · h6 black king · d5 white queen · g5 white knight · d4 black pawn · a3 white pawn · b3 white pawn · f3 black pawn · g3 white pawn · h3 white pawn · f2 black knight · h2 white king · e1 black rook | h7 white rook · f6 black queen · h6 black king · d5 white queen · g5 white knight · d4 black pawn · a3 white pawn · b3 white pawn · f3 black pawn · g3 white pawn · h3 white pawn · f2 black knight · h2 white king · e1 black rook | 3 |
| 2 | h7 white rook · f6 black queen · h6 black king · d5 white queen · g5 white knight · d4 black pawn · a3 white pawn · b3 white pawn · f3 black pawn · g3 white pawn · h3 white pawn · f2 black knight · h2 white king · e1 black rook | h7 white rook · f6 black queen · h6 black king · d5 white queen · g5 white knight · d4 black pawn · a3 white pawn · b3 white pawn · f3 black pawn · g3 white pawn · h3 white pawn · f2 black knight · h2 white king · e1 black rook | h7 white rook · f6 black queen · h6 black king · d5 white queen · g5 white knight · d4 black pawn · a3 white pawn · b3 white pawn · f3 black pawn · g3 white pawn · h3 white pawn · f2 black knight · h2 white king · e1 black rook | h7 white rook · f6 black queen · h6 black king · d5 white queen · g5 white knight · d4 black pawn · a3 white pawn · b3 white pawn · f3 black pawn · g3 white pawn · h3 white pawn · f2 black knight · h2 white king · e1 black rook | h7 white rook · f6 black queen · h6 black king · d5 white queen · g5 white knight · d4 black pawn · a3 white pawn · b3 white pawn · f3 black pawn · g3 white pawn · h3 white pawn · f2 black knight · h2 white king · e1 black rook | h7 white rook · f6 black queen · h6 black king · d5 white queen · g5 white knight · d4 black pawn · a3 white pawn · b3 white pawn · f3 black pawn · g3 white pawn · h3 white pawn · f2 black knight · h2 white king · e1 black rook | h7 white rook · f6 black queen · h6 black king · d5 white queen · g5 white knight · d4 black pawn · a3 white pawn · b3 white pawn · f3 black pawn · g3 white pawn · h3 white pawn · f2 black knight · h2 white king · e1 black rook | h7 white rook · f6 black queen · h6 black king · d5 white queen · g5 white knight · d4 black pawn · a3 white pawn · b3 white pawn · f3 black pawn · g3 white pawn · h3 white pawn · f2 black knight · h2 white king · e1 black rook | 2 |
| 1 | h7 white rook · f6 black queen · h6 black king · d5 white queen · g5 white knight · d4 black pawn · a3 white pawn · b3 white pawn · f3 black pawn · g3 white pawn · h3 white pawn · f2 black knight · h2 white king · e1 black rook | h7 white rook · f6 black queen · h6 black king · d5 white queen · g5 white knight · d4 black pawn · a3 white pawn · b3 white pawn · f3 black pawn · g3 white pawn · h3 white pawn · f2 black knight · h2 white king · e1 black rook | h7 white rook · f6 black queen · h6 black king · d5 white queen · g5 white knight · d4 black pawn · a3 white pawn · b3 white pawn · f3 black pawn · g3 white pawn · h3 white pawn · f2 black knight · h2 white king · e1 black rook | h7 white rook · f6 black queen · h6 black king · d5 white queen · g5 white knight · d4 black pawn · a3 white pawn · b3 white pawn · f3 black pawn · g3 white pawn · h3 white pawn · f2 black knight · h2 white king · e1 black rook | h7 white rook · f6 black queen · h6 black king · d5 white queen · g5 white knight · d4 black pawn · a3 white pawn · b3 white pawn · f3 black pawn · g3 white pawn · h3 white pawn · f2 black knight · h2 white king · e1 black rook | h7 white rook · f6 black queen · h6 black king · d5 white queen · g5 white knight · d4 black pawn · a3 white pawn · b3 white pawn · f3 black pawn · g3 white pawn · h3 white pawn · f2 black knight · h2 white king · e1 black rook | h7 white rook · f6 black queen · h6 black king · d5 white queen · g5 white knight · d4 black pawn · a3 white pawn · b3 white pawn · f3 black pawn · g3 white pawn · h3 white pawn · f2 black knight · h2 white king · e1 black rook | h7 white rook · f6 black queen · h6 black king · d5 white queen · g5 white knight · d4 black pawn · a3 white pawn · b3 white pawn · f3 black pawn · g3 white pawn · h3 white pawn · f2 black knight · h2 white king · e1 black rook | 1 |
|   | a | b | c | d | e | f | g | h |   |

### 1996
Kasparov đã chơi một trận sáu ván với Deep Blue của IBM vào năm 1996. Kasparov thua ván đầu tiên (Deep Blue – Kasparov, 1996, ván 1), lần đầu tiên một nhà đương kim vô địch thế giới để thua một máy tính sử dụng điều khiển thời gian thông thường. Tuy nhiên, Kasparov thắng ba và hòa hai trong số năm ván đấu còn lại của trận đấu, để có chiến thắng thuyết phục 4–2.

### 1997
Vào tháng 5 năm 1997, phiên bản cập nhật của Deep Blue đã đánh bại Kasparov với tỷ số 3½ – 2½ trong một trận đấu sáu ván được công bố rộng rãi. Kasparov thắng ván đầu tiên, thua ván thứ hai và hòa ba ván tiếp theo. Trận đấu diễn ra còn sau 5 ván đấu nhưng Kasparov đã thua ở Ván 6. Đây là lần đầu tiên một máy tính đánh bại một nhà vô địch thế giới trong trận đấu. Một bộ phim tài liệu đã được thực hiện về trận đấu nổi tiếng này có tựa đề Game Over: Kasparov và Cỗ máy. Trong bộ phim đó, Kasparov tình cờ nói, "Tôi phải nói với bạn rằng, bạn biết đấy, ván hai không chỉ là một ván thua duy nhất. Đó là một trận thua, bởi vì tôi không thể phục hồi."
Trong ván 6, Kasparov đã mắc sai lầm rất sớm trong trận đấu. Kasparov cho rằng sự mệt mỏi và không hài lòng với hành vi của nhóm IBM vào thời điểm đó là lý do chính.
Kasparov cho rằng có một số yếu tố ảnh hưởng đến anh trong trận đấu này. Đặc biệt, anh bị từ chối truy cập vào các trò chơi gần đây của Deep Blue, trái ngược với đội máy tính có thể nghiên cứu hàng trăm ván của Kasparov.
Sau trận thua, Kasparov nói rằng đôi khi ông nhìn thấy trí thông minh và sự sáng tạo sâu sắc trong các nước đi của máy tính, cho thấy rằng trong ván thứ hai, những người chơi cờ của con người, làm trái luật, đã can thiệp. IBM phủ nhận rằng họ gian lận, nói rằng sự can thiệp duy nhất của con người xảy ra giữa các ván cờ. Các quy tắc cung cấp cho các nhà phát triển để sửa đổi chương trình giữa cac ván cờ, một cơ hội mà họ nói rằng họ đã sử dụng để củng cố những điểm yếu trong cách chơi của máy tính được tiết lộ trong suốt trận đấu. Kasparov yêu cầu bản in các tệp nhật ký của máy nhưng IBM đã từ chối, mặc dù sau đó công ty đã công bố các tệp nhật ký trên Internet.Kasparov yêu cầu một trận tái đấu, nhưng IBM từ chối và dừng Deep Blue.
Kasparov khẳng định rằng ông đã được nói rằng trận đấu là một dự án khoa học nhưng ngay sau đó đã rõ ràng rằng IBM chỉ muốn đánh bại ông để quảng bá công ty.

## Anand–REBEL (1998)
Với sức mạnh phân tích ngày càng tăng, các chương trình Cờ vua chạy trên các máy tính bắt đầu trở thành đối thủ của các kỳ thủ hàng đầu. Năm 1998, Rebel 10 đánh bại Viswanathan Anand, người lúc đó đang xếp thứ hai thế giới, với tỷ số 5–3. Tuy nhiên, hầu hết các ván cờ đó không được chơi trong điều khiển thời gian bình thường. Trong số tám trò chơi, bốn trò chơi là ván cờ chớp (năm phút cộng với năm giây mỗi nước đi); những người này đã giành chiến thắng 3–1. Sau đó là 2 trận cờ nhanh (mười lăm phút cho mỗi bên) mà Rebel cũng thắng (1½ – ½). Cuối cùng, hai ván cờ được chơi như trò chơi giải đấu thông thường (bốn mươi nước đi trong hai giờ, một giờ đột tử); ở đây, Anand đã thắng ½ – 1½. Ít nhất là trong các trò chơi nhanh, máy tính chơi tốt hơn con người, nhưng trong điều khiển thời gian cổ điển — tại đó xếp hạng của người chơi được xác định — lợi thế không quá rõ ràng.

## Deep Junior tại Dortmund (2000)
Deep Junior đã đấu với 9 kiện tướng tại Đại hội Cờ vua Sparkassen ở Dortmund, Đức từ ngày 6–17 tháng 7 năm 2000. Đại hội Cờ vua Sparkassen năm 2000 là một giải đấu cờ vua hạng 19. Chương trình máy tính Deep Junior thi đấu theo thể thức vòng tính điểm. Deep Junior ghi được 4½ sau 9 vòng đấu. Deep Junior có hệ số 2703.
| Vòng | Trắng       | Elo  | Đen          | Elo  | Kết quả | Nước | ECO |
| ---- | ----------- | ---- | ------------ | ---- | ------- | ---- | --- |
| 1    | Bareev, E   | 2702 | Deep Junior  |      | ½–½     | 146  | D46 |
| 2    | Deep Junior |      | Huebner, R   | 2615 | 1–0     | 39   | C04 |
| 3    | Adams, M    | 2755 | Deep Junior  |      | ½–½     | 84   | C68 |
| 4    | Deep Junior |      | Khalifman, A | 2667 | ½–½     | 129  | B08 |
| 5    | Kramnik, V  | 2770 | Deep Junior  |      | 1–0     | 65   | D00 |
| 6    | Deep Junior |      | Akopian, V   | 2660 | ½–½     | 89   | B00 |
| 7    | Anand, V    | 2762 | Deep Junior  |      | ½–½     | 35   | D05 |
| 8    | Deep Junior |      | Piket, J     | 2649 | 0–1     | 68   | B15 |
| 9    | Leko, P     | 2740 | Deep Junior  |      | 0–1     | 120  | C48 |

## Kramnik–Deep Fritz (2002)
Vào tháng 10 năm 2002, Vladimir Kramnik (người đã kế nhiệm Kasparov trở thành Nhà vô địch Cờ vua Thế giới) và Deep Fritz thi đấu trong trận Brains 8 ván ở trận Bahrain, kết thúc với tỷ số hòa 4–4.
Kramnik đã có một số lợi thế trong trận đấu với Fritz khi so sánh với hầu hết các trận đấu giữa con người và máy tính khác, chẳng hạn như trận Kasparov thua Deep Blue năm 1997. Fritz đã bị đóng băng một thời gian trước trận đấu đầu tiên và Kramnik đã được đưa cho một bản sao của Fritz để luyện tập trong vài tháng. Một điểm khác biệt nữa là trong các ván cờ kéo dài hơn 56 nước đi, Kramnik được phép hoãn lại cho đến ngày hôm sau, trong thời gian đó anh ta có thể sử dụng bản sao Fritz của mình để hỗ trợ anh ta trong việc phân tích thế cờ qua đêm.
Kramnik đã thắng ván 2 và 3 bằng chiến thuật chống máy tính "thông thường" — chơi thận trọng vì lợi thế lâu dài mà máy tính không thể nhìn thấy trong phân tích của nó. Tuy nhiên, Fritz đã thắng ván 5 sau một sai lầm nghiêm trọng của Kramnik. Hiệp 6 được các bình luận viên của giải đấu mô tả là "ngoạn mục." Kramnik, ở một vị trí tốt hơn ở đầu trò chơi, đã cố gắng hy sinh quân cờ để đạt được một cuộc tấn công chiến thuật mạnh mẽ, một chiến lược được biết là có độ rủi ro cao chống lại các máy tính đang phòng thủ mạnh nhất trước các cuộc tấn công như vậy. Đúng như dự đoán, Fritz đã phân tích một hàng phòng thủ kín và đòn tấn công của Kramnik bị hóa giải, khiến anh ta rơi vào thế tồi tệ. Kramnik đầu hàng, tin rằng thế cờ đã mất. Tuy nhiên, phân tích con người và máy tính sau trò chơi đã chỉ ra rằng chương trình Fritz khó có thể tạo ra chiến thắng và Kramnik đã hy sinh một cách hiệu quả một thế trận hòa. Hai ván cờ cuối cùng là hòa. Theo hoàn cảnh, hầu hết các bình luận viên vẫn đánh giá Kramnik là người chơi mạnh hơn trong trận đấu.

## Kasparov–Deep Junior (2003)
Vào tháng 1 năm 2003, Kasparov tham gia một trận đấu kiểm soát thời gian kéo dài 6 ván với quỹ giải thưởng trị giá 1 triệu đô la được tính là Giải vô địch thế giới FIDE "Man vs. Machine", đấu với Deep Junior. Công cụ đánh giá ba triệu thế cờ mỗi giây. Sau một trận thắng và ba trận hòa, tất cả đã dẫn đến trận đấu cuối cùng. Trận đấu cuối cùng của trận đấu được truyền hình trên kênh ESPN2 và ước tính có khoảng 200–300 triệu người theo dõi. Sau khi đạt được một vị trí tốt, Kasparov đã đưa ra một kết quả hòa, điều này đã sớm được chấp nhận bởi đội Deep Junior. Khi được hỏi lý do tại sao anh lại đề nghị hòa, Kasparov nói rằng anh sợ mắc sai lầm. Theo kế hoạch ban đầu là một sự kiện thường niên, trận đấu đã không được lặp lại.

## Kasparov–X3D Fritz (2003)
Vào tháng 11 năm 2003, Kasparov tham gia một trận đấu bốn ván với chương trình máy tính X3D Fritz (được cho là có xếp hạng ước tính là 2807), bằng cách sử dụng bảng ảo, kính 3D và hệ thống nhận dạng giọng nói. Sau hai ván hòa và mỗi bên một ván thắng, trận đấu giữa X3D Man – Machine đã kết thúc với tỷ số hòa. Kasparov nhận được 175.000 USD cho kết quả này và mang về chiếc cúp vàng. Kasparov tiếp tục chỉ trích sai lầm trong ván thứ hai khiến anh mất điểm quan trọng. Anh ấy cảm thấy rằng anh ấy đã chơi tốt hơn máy tính nói chung và chơi tốt. "Tôi chỉ mắc một sai lầm nhưng tiếc rằng một sai lầm đó đã làm mất cả trận đấu."

## Người-Máy tính vô địch đồng đội(2004–2005)
Giải vô địch đồng đội thế giới Người vs Máy là hai giải đấu cờ vua ở Bilbao, Tây Ban Nha, giữa các đại kiện tướng cờ vua hàng đầu và cờ vua máy tính. Con người thắng máy tính một cách thuyết phục. Nó còn được gọi là Trận đấu đồng đội thế giới giữa Người và Máy tính.

### 2004
Vào tháng 10 năm 2004, Ruslan Ponomariov (khi đó có Elo 2710), Veselin Topalov (Elo 2757) và Sergey Karjakin (Elo 2576) đấu với các máy tính Hydra, Fritz 8 và Deep Junior. Ponomariov và Topalov từng là nhà vô địch cờ vua thế giới FIDE. Sergey Karjakin năm 12 tuổi là Đại kiện tướng trẻ nhất. Hydra đang chạy trên một cỗ máy đặc biệt với 16 bộ xử lý đặt tại Abu Dhabi, UAE; Deep Junior, đương kim vô địch thế giới cờ máy tính, đã sử dụng một máy Xeon 4 x 2,8 GHz từ xa đặt tại Intel Vương quốc Anh (Swindon); và Fritz 8 đang chạy trên máy tính xách tay Centrino 1,7 GHz. Các máy tính thắng 8½-3½. Người đã thắng một ván: Karjakin, người chơi trẻ nhất và được đánh giá thấp nhất, đã đánh bại Deep Junior.
- Ponomariov–Hydra, 0–1
- Fritz–Karjakin, 1–0
- Deep Junior–Topalov, ½–½
- Karjakin–Deep Junior, 1–0
- Ponomariov–Fritz, ½–½
- Topalov–Hydra, ½–½
- Deep Junior–Ponomariov, ½–½
- Hydra–Karjakin, 1–0
- Fritz–Topalov, 1–0
- Hydra–Ponomariov, 1–0
- Karjakin–Fritz, 0–1
- Topalov–Deep Junior, ½–½

### 2005
Vào tháng 11 năm 2005, 3 cựu vô địch cờ vua thế giới của FIDE — Alexander Khalifman, Ruslan Ponomariov và Rustam Kasimdzhanov — đấu với máy tính Hydra, Junior và Fritz. Các máy tính thắng 8-4. Ván Ponomariov đấu với Fritz vào ngày 21 tháng 11 năm 2005 là trận thắng cuối cùng được biết đến của con người trước một máy tínhmanạnnhh nhất trong điều kiện giải đấu cờ vua bình thường.
- Ponomariov–Junior, 0–1
- Hydra–Kasimdzhanov, 1–0
- Fritz–Khalifman, 1–0
- Ponomariov–Fritz, 1–0
- Kasimdzhanov–Junior, ½–½
- Khalifman–Hydra, ½–½
- Hydra–Ponomariov, 1–0
- Fritz–Kasimdzhanov, ½–½
- Junior–Khalifman, 1–0
- Ponomariov–Junior, ½–½
- Kasimdzhanov–Hydra, ½–½
- Khalifman–Fritz, ½–½

## Hydra–Adams (2005)
Năm 2005, Hydra, một máy tính chơi cờ chuyên dụng với phần cứng tùy chỉnh và 64 bộ xử lý và cũng là người chiến thắng IPCCC lần thứ 14 vào năm 2005, đã đánh bại người xếp thứ bảy là Michael Adams với tỷ số 5½ – ½ trong một trận đấu sáu ván. Trong khi Adams bị chỉ trích vì không chuẩn bị tốt như Kasparov và Kramnik trước kia, một số nhà bình luận coi điều này như báo trước sự kết thúc của các trận đấu giữa con người và máy tính.